# Alloclubionoides nariceus
Alloclubionoides nariceus är en spindelart som först beskrevs av Zhu och Wang 1994.  Alloclubionoides nariceus ingår i släktet Alloclubionoides och familjen mörkerspindlar. Inga underarter finns listade i Catalogue of Life.